# Rent
«Rent» (с англ. — «Аренда») — песня британской поп-группы Pet Shop Boys. Она была выпущена синглом в 1987 году и достигла восьмого места в британском музыкальном чарте.
Британский журнал New Musical Express включил данную композицию в свой список «500 величайших песен всех времён», разместив её в нём на 240-й позиции.

## Список композиций

### 7" Parlophone / R 6168 (UK)
1. «Rent» (3:35)
2. «I Want a Dog» (4:57)

### 12" Parlophone / 12R 6168(UK)
1. «Rent» (Extended Mix) (7:06)
2. «Rent» (Dub) (6:06)
3. «I Want a Dog» (4:57)

## Концертная версия
«Rent» является одной из визитных карточек Pet Shop Boys и исполняется практически на всех турне группы. На концертах 1995, 1997 и 1998 годов «Rent» исполнялась в акустическом варианте — под гитару. Многим поклонникам группы больше нравится эта версия, а не обычная.

## Позиции в хит-парадах
| Чарт (1987–1988)                            | Высшая позиция | Пребывание |
| ------------------------------------------- | -------------- | ---------- |
| Австралия (Kent Music Report)               | 81             | нет данных |
| Австрия (Ö3 Austria Top 40)                 | 27             | 4 недели   |
| Бельгия/Фландрия (Ultratop 50)              | 17             | 6 недель   |
| Великобритания (OCC UK Singles)             | 8              | 10 недель  |
| Европейский союз (European Hot 100 Singles) | 11             | нет данных |
| Ирландия (IRMA)                             | 5              | 4 недели   |
| Испания (AFYVE)                             | 21             | нет данных |
| Италия (Musica e dischi)                    | 11             | нет данных |
| Нидерланды (Dutch Top 40)                   | 28             | нет данных |
| Нидерланды (Single Top 100)                 | 25             | 10 недель  |
| Новая Зеландия (Recorded Music NZ)          | 23             | 4 недели   |
| Финляндия (Suomen virallinen lista)         | 12             | нет данных |
| ФРГ (GfK)                                   | 10             | 14 недель  |
| Швейцария (Schweizer Hitparade)             | 10             | 7 недель   |
| Швеция (Sverigetopplistan)                  | 19             | 1 неделя   |